# Joseph-André Guiot
Joseph-André Guiot né le 31 janvier 1739 à Rouen et mort le 21 septembre 1807 à Bourg-la-Reine est un religieux catholique, historien et poète français.

## Biographie
Joseph-André Guiot a longtemps rempli les fonctions de vicaire dans la paroisse de Saint-Cande-le-Jeune. Reçu membre de l’Académie de l’Immaculée Conception en 1763, il en est devenu secrétaire de cette compagnie jusqu’en 1768, date à laquelle il est entré à l’abbaye Saint-Victor de Paris, où il a obtenu l’emploi de bibliothécaire.
Le 18 mai 1788, il a été nommé prieur de Saint-Guenault, à Corbeil, dont il était titulaire lors de la suppression des établissements ecclésiastiques. Il a vécu dans la retraite quelques années et, après la Terreur, il a exercé le ministère ecclésiastique de curé-prieur au prieuré Saint-Guénault de Corbeil, avant de quitter cette résidence en 1803 pour la cure de Bourg-la-Reine, où il a terminé sa carrière.
Ayant toujours cultivé la poésie latine d’une manière très distinguée, plusieurs de ses compositions, couronnées par l’Académie de l’Immaculée Conception, ont été imprimées dans les recueils de cette société. Parmi celles-ci : Tumulus Joannis Saas (année 1774, p. 148), et Gallicas ad oras debellatus Anglus que, dans un tableau des académiciens, on désigne, vaguement au moins, sous le titre d’Épigrammes à Saint-Cast : l’auteur chante dans celle pièce la victoire remportée à Saint-Cast sur les Anglais, lors de leur troisième descente sur les côtes de France, le 4 septembre 1758.
En quittant Rouen, il avait perdu le titre de secrétaire de l’Académie, mais ses relations avec cette société ne se sont jamais interrompues. Il avait projeté d’en écrire l’histoire et, en 1784, il annonçait lui-même avoir composé les deux premiers livres de cet ouvrage, dont rien n’a été imprimé.

## Publications
- La France littéraire, 1769.
- (la) Sancti Christophori parisiensis elegia, 1784.
- Nouveau supplément à la France littéraire, t.IV, 1784, 2 parties, petit in-8°
- Notice périodique de l'histoire moderne et ancienne de la ville et district de Corbeil, 1792, in-18°
- Cantiques nouveaux, à l'usage des catéchismes, en l'église paroissiale de Saint-Spire, Corbeil, 1796.
- Georgius Ambasius, cardinalis, Lugduni 25 maii 1510 extinctus, olim Corbolii captivus ex fastis corboliensibus 8 kalendas junii, 1799.
- Typographia Corbolii Instituta, ex fastis corboliensibus octava februarii latine, gallice et metrice, 1800.
- Majoris instauratio, ex fastis corboliensibus, junii decimâ nonâ, latinè, gallicè et metrice, 1800
- Cantique de Saint Nicolas à Saint Spire de Corbeil, 1800.
- Cantique de Sainte Catherine à  Saint Spire de Corbeil, 1800.
- Mélanges historiques, oratoires et poétique relatifs à quelques événements de la fin de l'an VII et du commencement de l'an IX, 1801, in-18°.
- Hymnes et proses pour les fêtes de saint Spire et de saint Leu, patrons de Corbeil, écrits en vers français, 1801, in-18°
- Le Présent de noces, ou Almanach historique et moral des époux, 1802.
- Panégyrique de saint Victor de Marseille…, 1803.
- Translation du tombeau de sainte Geneviève, en l'église Saint-Étienne-du-Mont, 1804.
- (la) B. Genovefae tumulus in eccl. S.Stephani de Monte translatus, 1804.
- Les Trois Siècles palinodiques, ou Histoire générale des palinods de Rouen, Dieppe, etc., 1898 ; réédition Hachette-BnF, 2012, lire en ligne sur Gallica.
- Discours sur la translation des reliques de saint Étienne, pape et martyr en l'église de Marly-la-Ville, septembre 1805.
- Abrégé de la vie du vénérable frère Fiacre, augustin déchaussé…, 1805.
- Sermons sur l'altération de la foi, 1805, in-8°

### Sources bibliographiques
- Collectif, Charles Nodier (préface),  Biographie Universelle classique, Ière partie A-G, éditions Charles Gosselein, Paris, 1829, p1366/1376.pp.